# اليونانية للبترول
 هي واحدة من أكبر شركات النفط في منطقة البلقان وتعود جذورها إلى عام 1958 بإنشاء أول مصفاة للنفط في اليونان (اسبروجروس).
تبنت اسمها الحالي في عام 1998 ، متغيرة من المؤسسة العامة للبترول في اليونان ، نتيجة لإعادة تنظيم الشركات. وهي عبارة عن كونسورتيوم مكون من 6 شركات تابعة وعدد من الشركات الإضافية التي لديها درجات متفاوتة من الرقابة الإدارية.

## أنشطة

### المصافي ومحطات الوقود
تدير اليونانية للبترول ثلاث مصافي في اليونان، في Thessaloniki وElefsina وAspropyrgos ، والتي تمثل 57 ٪ من طاقة التكرير في البلاد (43 ٪ المتبقية تنتمي إلى Motor Oil Hellas ). تمتلك أيضًا مرافق OKTA في سكوبي بجمهورية مقدونيا الشمالية لنقل وتسويق المنتجات البترولية. يتم توفير النفط الخام للمصافي من السعودية والعراق وإيران وليبيا وروسيا . تدير الشركة أيضًا أكثر من 1700 محطة وقود في اليونان وحوالي 300 محطة وقود في صربيا وبلغاريا وقبرص والجبل الأسود وجمهورية مقدونيا الشمالية. كما أن لديها شبكة تبيع غاز البترول المسال ووقود الطائرات والوقود البحري ومواد التشحيم .

### البتروكيماويات
كونها أهم شركة تنتج البتروكيماويات في اليونان، تمتلك شركة Hellenic Petroleum حصة كبيرة جدًا من السوق (أكثر من 50٪ في معظم الحالات). منتجاتها الأساسية هي البلاستيك، بولي كلوريد الفينيل والبولي بروبيلين ، المذيبات الأليفاتية والمواد الكيميائية غير العضوية، مثل الكلور وهيدروكسيد الصوديوم . قسم البتروكيماويات هو جزء من مصفاة سالونيك.

### كهرباء
تدير شركة Hellenic Petroleum محطة طاقة تعمل بالغاز الطبيعي تبلغ 390 ميجاوات في سالونيك. تم افتتاحه في عام 2005 ويتم تشغيله من خلال شركة تابعة، T-Power. بلغ الاستثمار الثابت لهذا المصنع 250 مليون يورو.

### التنقيب عن النفط
أقامت المجموعة شراكات مع الشركات الرائدة في هذا القطاع، وقد مُنحت حقوق الاستكشاف والإنتاج للهيدروكربونات في مجموعة من المناطق في غرب اليونان، سواء البحرية أو البرية في خطوات التطوير المختلفة.

### آخر
تشمل الشركات التابعة لشركة Hellenic Petroleum شركة Asprofos الهندسية وشركة DIAXON لإنتاج الأفلام المصنوعة من مادة البولي بروبيلين والتي يقع مصنعها في المنطقة الصناعية في كوموتيني . تسيطر الشركة أيضًا على شركتين للشحن ولديها 35٪ من أسهم DEPA ، شركة الغاز الطبيعي اليونانية، و VPI ، التي تنتج راتنج PET .

## ملكية
تنتقل الشركة من مؤسسة مملوكة للحكومة إلى مؤسسة خاصة. 21.8 ٪ من أسهمها متاحة للجمهور من خلال طرح أسهم في بورصة أثينا للأوراق المالية، مع احتفاظ الحكومة اليونانية بنسبة 35.5 ٪، وتمتلك Paneuropean Oil and Industrial Holdings SA (وهي شركة قابضة لعائلة Latsis ) نسبة 45.5 ٪ المتبقية من الأسهم القائمة.
رئيس مجلس الإدارة هو السيد يانيس باباثاناسيو والرئيس التنفيذي للشركة هو السيد أندرياس شياميشيس.